# Universal Death Squad
Universal Death Squad è un singolo del gruppo musicale olandese Epica, pubblicato il 29 luglio 2016 come primo estratto dal settimo album in studio The Holographic Principle.

## Descrizione
Quarta traccia dell'album, il chitarrista Mark Jansen ha definito Universal Death Squad come la più rappresentativa dell'album, caratterizzata da tutti gli elementi tipici del gruppo, ma «portati a un nuovo livello». Musicalmente fonde symphonic metal e progressive metal, con riff di chitarra ispirati anche al thrash e al djent e una struttura caratterizzata da vari cambi di tempo; le parti vocali risultano invece essere in gran parte molto orecchiabili.
Il testo tratta dell'uso dei robot militari e le implicazioni etiche del loro poter decidere autonomamente se e chi uccidere.

## Video musicale
Sebbene non sia stato realizzato un vero e proprio videoclip, il gruppo ha pubblicato un lyric video nel quale vengono mostrate, oltre alle frasi del testo in sovrimpressione, scene del gruppo intento a eseguire il brano all'interno di una sala prove con altre in cui viene inquadrata la sola Simone Simons su uno sfondo scuro.

## Tracce
Testi di Mark Jansen, musiche di Isaac Delahaye e degli Epica.
1. Universal Death Squad – 6:38